# Géo Delvaille
Pour les articles homonymes, voir Delvaille.
 (mars 2025).
La mise en forme du texte ne suit pas les recommandations de Wikipédia : il faut le « wikifier ».
Les points d'amélioration suivants sont les cas les plus fréquents :
- Les titres sont pré-formatés par le logiciel. Ils ne sont ni en capitales, ni en gras.
- Le texte ne doit pas être écrit en capitales (les noms de famille non plus), ni en gras, ni en italique, ni en « petit »…
- Le gras n'est utilisé que pour surligner le titre de l'article dans l'introduction, une seule fois.
- L'italique est rarement utilisé : mots en langue étrangère, titres d'œuvres, noms de bateaux, etc.
- Les citations ne sont pas en italique mais en corps de texte normal. Elles sont entourées par des guillemets français : « et ».
- Les listes à puces sont à éviter, des paragraphes rédigés étant largement préférés. Les tableaux sont à réserver à la présentation de données structurées (résultats, etc.).
- Les appels de note de bas de page (petits chiffres en exposant, introduits par l'outil «  Source ») sont à placer entre la fin de phrase et le point final[comme ça].
- Les liens internes (vers d'autres articles de Wikipédia) sont à choisir avec parcimonie. Créez des liens vers des articles approfondissant le sujet. Les termes génériques sans rapport avec le sujet sont à éviter, ainsi que les répétitions de liens vers un même terme.
- Les liens externes sont à placer uniquement dans une section « Liens externes », à la fin de l'article. Ces liens sont à choisir avec parcimonie suivant les règles définies. Si un lien sert de source à l'article, son insertion dans le texte est à faire par les notes de bas de page.
- La présentation des références doit suivre les conventions bibliographiques. Il est recommandé d'utiliser les modèles {{Ouvrage}}, {{Chapitre}}, {{Article}}, {{Lien web}} et/ou {{Bibliographie}}. Le mode d'édition visuel peut mettre en forme automatiquement les références.
- Insérer une infobox (cadre d'informations à droite) n'est pas obligatoire pour parachever la mise en page.

Pour une aide détaillée, merci de consulter Aide:Wikification.
Si vous pensez que ces points ont été résolus, vous pouvez retirer ce bandeau et améliorer la mise en forme d'un autre article.
 (mars 2025).
Motif : manque de sources nationales démontrant l'admissibilité
- Archive Wikiwix
- Bing
- Cairn
- DuckDuckGo
- E. Universalis
- Gallica
- Google
- G. Books
- G. News
- G. Scholar
- Persée
- Qwant
- (zh) Baidu
- (ru) Yandex
- (wd) trouver des œuvres sur Wikidata

| 1. | Préciser le motif de la pose du bandeau. | Précisez le motif de la pose du bandeau en utilisant la syntaxe suivante : {{admissibilité à vérifier\|date=avril 2025\|motif=remplacez ce texte par le motif}}                    |
| 2. | Informer les utilisateurs concernés.     | Pensez à avertir le créateur de l'article, par exemple, en insérant le code ci-dessous sur sa page de discussion : {{subst:avertissement admissibilité à vérifier\|Géo Delvaille}} |

Géo Delvaille (ou Isaac Georges Delvaille à l'état-civil), né le 17 décembre 1840 à Saint-Esprit et mort le 15 juillet 1928 à Bordeaux, est un philanthrope français très actif au sein de la ville de Bordeaux.

## Biographie
Né en 1840 à Saint-Esprit, Isaac Georges Delvaille est issu de l'union d'Aimé Abraham Delvaille, négociant, marchand de gros en denrées coloniales, et de Rachel Athénaïs Athias. Il est le frère du médecin Camille Delvaille.
Domicilié 63, cours du Jardin Public (devenu cours du Jardin public) à Bordeaux, Géo Devaille fut un mutualiste actif, en étant notamment vice-président de la Caisse des retraites du Sud-Ouest et de la société « Le Pain de la Mutualité », trésorier de la Caisse des écoles de Bordeaux, rédacteur du journal L'Avenir de la mutualité et archiviste-bibliothécaire des sociétés de secours mutuel de la Gironde.
Très actif dans le milieux scolaire et le milieu sportif à Bordeaux, il y fonde l'œuvre des jardins scolaires de la ville et fut entre autres président le l'association des anciens élèves du groupe Depaty et vice-président de la Ligue Girondine d'Éducation Physique. Soucieux aussi de la culture et de l'hygiène dans la ville, il fut président de la commission des logements insalubres de Bordeaux et trésorier de la bibliothèque populaire de la ville.
Actif aussi au sein du milieu agricole, Géo Delvaille est directeur et rédacteur en chef de la revue L'Agriculture et l'Horticulture à l'École et participa notamment à une mission en Espagne pour le Ministère de l'Agriculture en 1905, durant laquelle il constate le retard du pays en matière de production agricole.
Géo Delvaille fut décoré à de multiples reprises. Capitaine trésorier pendant la guerre de 1870, il est médaillé et obtient la médaille d'argent de l'Intendance départementale de la Gironde. Il est officier de l'Instruction publique et chevalier du Mérite agricole. Il obtient la médaille de l'Assistance publique et la médaille de la Mutualité. Il aussi fait chevalier de la Légion d'honneur le 14 janvier 1908 par le ministère du Travail et de la Prévoyance sociale.

## Postérité
Une rue de la ville de Bordeaux porte son nom.